# Papy Abedi
Mwimbi Papy Abedi, född 30 juni 1978 i Demokratiska republiken Kongo, är en svenskkongolesisk MMA-utövare. Han är utbildad civilingenjör inom konstruktionsteknik vid KTH, Stockholm.

## Bakgrund
Abedi är född och uppvuxen i Kinshasa, Zaire, numera Demokratiska republiken Kongo. Han fick smeknamnet "Makambo", vilket på det kongolesiska språket lingala betyder "trubbel", för varje gång det var ett slagsmål eller ett bråk var han alltid först på plats. Han började träna judo redan som sjuåring.
I Europa flyttade han först till Frankrike och Belgien innan han som nittonåring kom till Sverige 1997.

## MMA

### Tidig karriär
Abedi gjorde sin professionella debut 2006 vid galan travelfight där han besegrade sin motståndare via TKO i andra ronden. Efter det gick Abedi obesegrad fram via ett antal mindre organisationer till ett facit om 8-0 när han fick tillfälle att skriva på för UFC.

### UFC
Abedi skrev ett fyra matchers kontrakt med Ultimate Fighting Championship (UFC) i juni 2011.
Hans UFC-debut var mot veteranen Thiago Alves och slutade i en förlust. Efter sina fyra matcher i oktagonen där tre var förluster valde UFC att inte förnya kontraktet med honom.

### Superior Challenge
Efter UFC gick Abedi tillbaka till Superior Challenge där han tävlat innan han skrev på för UFC. Han gick sin första match utanför UFC på Superior Challenge 14 mot brasilianen Bruno Carvalho och vann via TKO i första ronden. Efter matchen utmanade han David Bielkheden.
Andra matchen i Superior Challenge var ett returmöte vid SC 15 mot nyzeeländaren Dylan Andrews som han senast gått match mot i UFC. Även den här gången var det Andrews som gick segrande ur mötet, men Abedi sa att han skulle komma tillbaka och gå nya matcher.
Abedi gjorde en "callout-video" 24 februari 2018 där han återigen utmanade David Bielkheden som den person han skulle vilja möta vid Superior Challenge 17 (19 maj 2018). Varken Abedi eller Bielkheden var med på SC17.

## Tävlingsfacit
| Resultat | Facit | Motståndare       | Metod                   | Evenemang                                | Datum            | Rond | Tid  | Plats                     | Notering |
| -------- | ----- | ----------------- | ----------------------- | ---------------------------------------- | ---------------- | ---- | ---- | ------------------------- | -------- |
| Vinst    | 1-0   | Mikael Pastor     | TKO                     | Travelfight 1                            | 16 december 2006 | 2    | 2:24 | Uppsala, Sverige          |          |
| Vinst    | 2-0   | Juha Kaki         | Domslut (enhälligt)     | Shooto Finland Bloodbath                 | 12 maj 2007      | 2    | 5:00 | Vanda, Finland            |          |
| Vinst    | 3-0   | Aldric Cassata    | Domslut (enhälligt)     | CFC 1                                    | 1 december 2007  | 2    | n/a  | Londonderry, Irland       |          |
| Vinst    | 4-0   | Timur Akbulut     | Submission              | FFDL Unstoppable                         | 1 december 2007  | 1    | n/a  | Hollerich, Luxemburg      |          |
| Vinst    | 5-0   | Alan Carlos       | TKO (slag)              | Superior Challenge 3 - Untamed           | 30 maj 2009      | 2    | 1:56 | Hollerich, Luxemburg      |          |
| Vinst    | 6-0   | Nelton Pontes     | TKO (slag)              | Bushido Challenge 1, war of the warriors | 13 december 2009 | 1    | 3:17 | Norwich, Norfolk, England |          |
| Vinst    | 7-0   | Bohumil Lungrik   | TKO (slag)              | Hell Cage 5                              | 28 mars 2010     | 1    | 2:53 | Prag, Tjeckien            |          |
| Vinst    | 8-0   | Nathan Schouteren | Submission (giljotin)   | Superior Challenge 6                     | 29 oktober 2010  | 1    | 3:22 | Stockholm, Sverige        |          |
| Förlust  | 8-1   | Thiago Alves      | Submission (rear-naked) | UFC 138: Leben vs. Munoz                 | 5 november 2011  | 1    | 3:32 | Stockholm, Sverige        |          |
| Förlust  | 8-2   | James Head        | Submission (rear-naked) | UFC on Fuel TV: Gustafsson vs. Silva     | 14 april 2012    | 1    | 4:33 | Stockholm, Sverige        |          |
| Vinst    | 9-2   | Besam Yousef      | Domslut (delat)         | UFC on Fuel TV: Mousasi vs. Latifi       | 6 april 2013     | 3    | 5:00 | Stockholm, Sverige        |          |
| Förlust  | 9-3   | Dylan Andrews     | KO (slag)               | UFC Fight Night: Condit vs. Kampmann 2   | 28 augusti 2013  | 3    | 1:32 | Indianapolis, IN, USA     |          |
| Vinst    | 10-3  | Bruno Carvalho    | TKO (slag)              | Superior Challenge 14                    | 8 oktober 2016   | 1    | 4:01 | Stockholm, Sverige        |          |
| Förlust  | 10-4  | Dylan Andrews     | TKO (huvudspark)        | Superior Challenge 15                    | 1 april 2017     | 2    | 4:26 | Stockholm, Sverige        |          |